# Rhye
Rhye es un proyecto musical de R&B del cantante canadiense Mike Milosh. Originalmente estaba formado por él y el instrumentista danés Robin Hannibal. Lanzaron los sencillos "Open" y "The Fall" en línea sin muchos detalles, lo que llevó a especulaciones sobre la banda. 
Su álbum debut Woman, fue lanzado el 4 de marzo de 2013. En junio de 2013, el álbum fue seleccionado para el Polaris Music Prize 2013. En 2017, se informó que Robin Hannibal ya no era miembro de Rhye y que el proyecto se había convertido en un colectivo musical dirigido por Milosh y centrado en la banda en vivo asociada. Su segundo álbum Blood, fue lanzado el 2 de febrero de 2018 y fue escrito, producido e interpretado en gran parte por Milosh.
En 2018, Rhye empezó una gira internacional para promover su álbum Blood.

## Miembros
- Michael Milosh nació en Toronto, Canadá, y es músico y vocalista electrónico. Es un violonchelista de formación clásica. Se mudó a Berlín, Alemania, para dedicarse a la música como vocalista y productor. Profesionalmente usando el nombre Milosh, firmó con el sello discográfico Plug Research y lanzó dos álbumes, You Make Me Feel (2004) y Meme (2006). También contribuyó con la canción "Then It Happened" al álbum Ghostly Swim de Ghostly International / Williams Street, que fue lanzado en 2008.

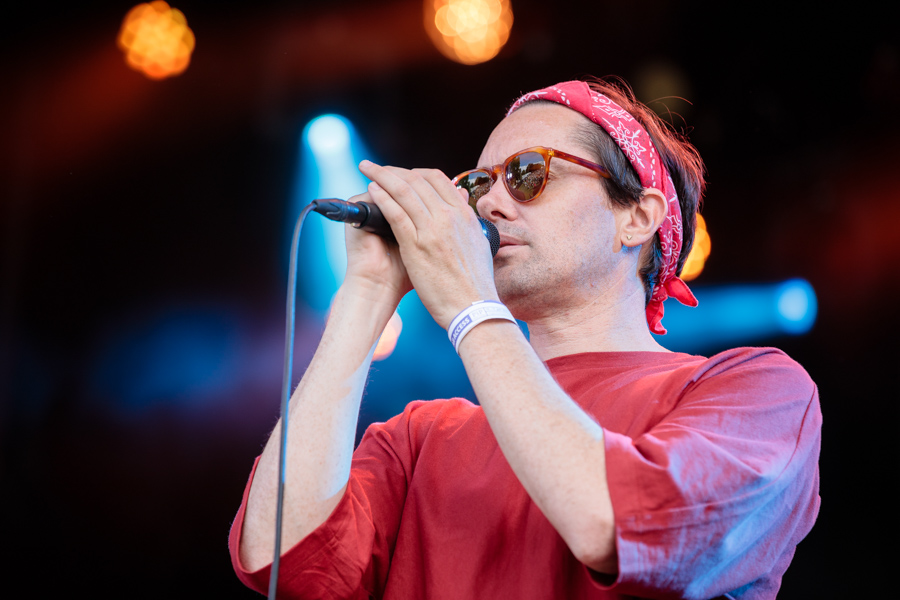
Mike Milosh (2018)

- Robin Hannibal (nacido Robin Braun) fue miembro del dúo danés Quadron junto con Coco Maja Hastrup Karshøj. También firmaron con el sello Plug Research y lanzaron un álbum homónimo en julio de 2009. Hannibal también fue parte de un colectivo de electrónica danesa llamado Boom Clap Bachelors, que a principios de 2008 lanzó el álbum Just Before Your Lips. Ha colaborado con otros artistas como Nobody Beats the Beats, Clemens, Jokeren y LOC. Hannibal también lanzó dos proyectos, Owusu & Hannibal y Parallel Dance Ensemble, y contribuyó a "Lead the Way" de Szjerdene y a "Orchids for" de Leon Ware. el sol". En 2011, Quadron colaboró con el DJ estadounidense y productor de discos Kaskade en la canción "Waste Love" de su álbum Fire & Ice.

## Historia
En 2010, Hannibal estaba trabajando en algo de material de Quadron y se enteró del trabajo de Milosh a través de su sello discográfico común. Se puso en contacto con Milosh, que en ese momento vivía en Berlín, y le pidió que volara a Copenhague, Dinamarca, para reunirse con él. Los dos músicos pasaron una semana juntos en el estudio grabando tres pistas para su primera colaboración.
Finalmente, Hannibal se mudó a Los Ángeles para seguir una carrera allí. Dio la casualidad de que Milosh también se había ido a los Estados de forma independiente. Sobre la base de su cooperación anterior en Dinamarca, los dos acordaron continuar trabajando juntos, formando el dúo Rhye, inicialmente como un misterio basado en Internet, publicando varios sencillos en línea, pero sin proporcionar información de fondo o detalles de contacto. Sus publicaciones en línea para "Open" y "The Fall", ambos temas románticos de soul-pop, atrajeron la atención y los seguidores. Las canciones fueron acompañadas de videos sensuales y de alta calidad.
Hubo un gran interés y especulación entre los periodistas musicales y críticos sobre la identidad del grupo. También se produjeron discusiones sobre la voz alta y parecida a un suspiro de contralto andrógino de Milosh..Su voz y la instrumentación de la banda se comparan con las del cantante británico-nigeriano Sade y The xx.
En 2013, la banda lanzó su álbum de debut, Woman. Durante su gira de 2014, Rhye vendió un póster impreso para el programa de Boston que contenía un texto críptico en Wingdings que decía "Who is Rhye. Edward Bernays."
En 2017, Rhye colaboró con Bonobo en una canción llamada "Break Apart" de su álbum Migration. En junio de 2017, Rhye lanzó el sencillo dividido con las canciones "Please" y "Summer Days".
En 2018, Rhye lanzó su segundo álbum Blood, con comentarios críticos en gran medida positivos.

## Discografía

### Álbumes
| Título   | Detalles de álbum | Posiciones de gráfico de la cumbre | Posiciones de gráfico de la cumbre | Posiciones de gráfico de la cumbre | Posiciones de gráfico de la cumbre | Posiciones de gráfico de la cumbre |
| Título   | Detalles de álbum | BELIO                              | DEN                                | FRA                                | Reino Unido                        | EE. UU.                            |
| -------- | --- | ---------------------------------- | ---------------------------------- | ---------------------------------- | ---------------------------------- | ---------------------------------- |
| - Woman  | - Lanzamiento: 5 de marzo de 2013 - Etiqueta: Ocio Innovador - Distribución: Polydor, Loma Vista - Formatos: LP, CD, descarga digital                       | 22                                 | 12                                 | 164                                | 143                                | 55                                 |
| - Blood  | - Lanzamiento: 2 de febrero de 2018 - Etiqueta: Loma Vista, Anfitriona - Distribución: Grupo de Música de la Concordia - Formatos: LP, CD, descarga digital | 10                                 | 38                                 | 80                                 | —                                  | 118                                |
| - Spirit | - Lanzamiento: 10 de mayo de 2019 - Etiqueta: Loma Vista - Distribución: Grupo de Música de la Concordia - Formatos: LP, descarga digital                   | 160                                | —                                  | —                                  | —                                  | —                                  |
| - Home   | - Lanzamiento: 22 de enero de 2021 - Etiqueta: Loma Vista - Distribución: Grupo de Música de la Concordia - Formatos: #elepé, CD, descarga digital          | 40                                 | —                                  | —                                  | —                                  | —                                  |

### EPs
- 2012: "The Fall" (Remixes)

### Sencillos
- 2017: "Please"
- 2017: "Taste"
- 2018: "Hymn"
- 2019: "Needed"
- 2020: "Beautiful"
- 2020: "Helpless"
- 2020: "Black Rain"

## Videografía

### Vídeos musicales
| Título            | Año  | Director(s)                             | Notas            |
| ----------------- | ---- | --------------------------------------- | ---------------- |
| - "The Fall"      | 2012 | Daniel Kragh-Jacobsen                   | [ 19 ]           |
| - "Open"          | 2012 | Jennifer Nies                           | Versión original |
| - "Open"          | 2013 | Daniel Kragh-Jacobsen                   | Segunda versión  |
| - "Please"        | 2017 | Michael Milosh                          |                  |
| - "Count to Five" | 2018 | Michael Milosh, Geneviève Medow Jenkins | [ 22 ]           |
| - "Song for You"  | 2018 | Michael Milosh, Geneviève Medow Jenkins | [ 23 ]           |
| - "Phoenix"       | 2018 | Michael Milosh, Geneviève Medow Jenkins | [ 24 ]           |
| - "Black Rain"    | 2020 | Sam Taylor-Johnson                      | [ 25 ]           |